# Q and Not U
Q and Not U waren eine US-amerikanische Post-Hardcore-Band aus Washington, die von 1998 bis 2005 existierte und deren Platten bei Dischord Records erschienen.

## Bandgeschichte
John Davis, Harris Klahr, Christopher Richards und Matt Borlik gründeten die Band im Sommer 1998 und spielten im November erste Konzerte. In ihrer Musik vermischten die durch Hardcore Punk sozialisierten Musiker Post-Punk mit Disco- und Pop-Elementen und betonten dadurch den Rhythmus. Im April 2000 erschien die erste Single Hot and Informed. Im Oktober des gleichen Jahres folgten das Debütalbum No Kill No Beep Beep mit unkonventionellen Gitarrenriffs und Songstrukturen sowie vage politischen Texten, das sich klanglich noch sehr in die Washingtoner Post-Hardcore-Szene einfügte. Nach dem Ende einer umfangreichen Tournee, die der Veröffentlichung des Albums folgte, verließ Bassist Borlik die Band.
Wie das Debüt mischte Fugazi-Sänger Ian MacKaye 2002 auch das zweite Album Different Damage, dem der Wille zum Krach nachgesagt wurde. Nach Borliks Ausstieg teilten sich die beiden Gitarristen Klahr und Davis die Arbeit am Bass, obwohl manche Songs völlig ohne Bass auskamen und stattdessen Instrumente wie Synthesizer oder Melodica integrierten. 2004 erntete die Single X-Polynation/Book of Flags Lob bei Kerrang, wo die Single als „pure straightjacket cool“ bezeichnet wurde. Schlagzeuger Richards hatte sich kurz vor Produktion des Albums den Fuß gebrochen.
Intro beschrieb Power, das dritte und letzte Album der Band, als gleichzeitig „hochartifiziell und tanzbar“ (Bettina Gutsohn: Intro #121, Oktober 2004), während anderswo Vergleiche mit Gang of Four und den Talking Heads bzw. mit A Certain Ratio, Prince und Radio 4 oder mit Sly & the Family Stone gezogen wurden. Auffällig war ein gesteigerter Einsatz von Synthesizern und eine spürbar gewachsene Eingängigkeit, was den damaligen Zeitgeist traf und für diverse positive Kritiken sorgte: So bekam Power 8 Punkte von Jan Wigger bei Spiegel Online, 7,5 Punkte von Pitchfork Media, 4,5/5 Punkte bei Tiny Mix Tapes sowie einen Metascore von 72.
Nach mehreren Hundert Konzerten auf vier Kontinenten und einer Abschiedstournee löste sich die Band im September 2005 auf.

## Diskografie
- 2000: No Kill No Beep Beep (Dischord)
- 2002: Different Damage (Dischord)
- 2004: Power (Dischord)